# Bror Öhrn
Bror Öhrn, född 22 januari 1905, död 1983, är en svensk före detta idrottsman (medel- och långdistanslöpare). Han tävlade för IFK Borås.
Öhrn vann SM-guld på 10 000 meter år 1927, på 5 000 meter år 1928 samt på 1500 m år 1929. Han är Svenska friidrottsförbundets "Stor grabb" nummer 63.